# Puchar Świata w biegach narciarskich 2013/2014 – Asiago
Czwarte zawody Pucharu Świata w biegach narciarskich w sezonie 2013/2014 odbyły się we włoskim Asiago. Konkurencje zostały rozegrane 21 i 22 grudnia 2013. Zawodnicy rywalizowali w sprintach indywidualnych i drużynowych stylem klasycznym.

## Program zawodów
| Dzień      | Konkurencja                              | Początek  | Liczba uczestników |
| ---------- | ---------------------------------------- | --------- | ------------------ |
| 21 grudnia | Sprint kobiet st. klasycznym             | 10:30 CET | 64                 |
| 21 grudnia | Sprint mężczyzn st. klasycznym           | 10:30 CET | 81                 |
| 22 grudnia | Sprint drużynowy kobiet st. klasycznym   | 11:30 CET | 44                 |
| 22 grudnia | Sprint drużynowy mężczyzn st. klasycznym | 11:30 CET | 62                 |

## Wyniki

### Sprint kobiet
| Pozycja | Zawodniczka              | Reprezentacja     | Wynik        | Strata |
| ------- | ------------------------ | ----------------- | ------------ | ------ |
| złoto   | Justyna Kowalczyk        | Polska            | Finał        | 3:14,3 |
| srebro  | Anne Kyllönen            | Finlandia         | Finał        | +1,3   |
| brąz    | Maiken Caspersen Falla   | Norwegia          | Finał        | +2,3   |
| 4.      | Britta Norgren           | Szwecja           | Finał        | +5,2   |
| 5.      | Denise Herrmann          | Niemcy            | Finał        | +6,3   |
| 6.      | Kari Vikhagen Gjeitnes   | Norwegia          | Finał        | +7,3   |
|         |                          |                   |              |        |
| 7.      | Laurien van der Graaff   | Szwajcaria        | Półfinał (1) | —      |
| 8.      | Aino-Kaisa Saarinen      | Finlandia         | Półfinał (2) | —      |
| 9.      | Mona-Liisa Malvalehto    | Finlandia         | Półfinał (1) | —      |
| 10.     | Ida Sargent              | Stany Zjednoczone | Półfinał (2) | —      |
| 11.     | Katja Višnar             | Słowenia          | Półfinał (1) | —      |
| 12.     | Ingvild Flugstad Østberg | Norwegia          | Półfinał (2) | —      |
| ...     |                          |                   |              |        |
| 50.     | Sylwia Jaśkowiec         | Polska            | Eliminacje   | —      |
| 52.     | Agnieszka Szymańczak     | Polska            | Eliminacje   | —      |

### Sprint mężczyzn
| Pozycja | Zawodnik            | Reprezentacja | Wynik        | Strata |
| ------- | ------------------- | ------------- | ------------ | ------ |
| złoto   | Nikita Kriukow      | Rosja         | Finał        | 4:21,2 |
| srebro  | Aleksiej Połtoranin | Kazachstan    | Finał        | +0,1   |
| brąz    | Gianluca Cologna    | Szwajcaria    | Finał        | +4,1   |
| 4.      | Eldar Rønning       | Norwegia      | Finał        | +7,9   |
| 5.      | Emil Jönsson        | Szwecja       | Finał        | +30,4  |
| 6.      | Aleksandr Panżynski | Rosja         | Finał        | +44,4  |
|         |                     |               |              |        |
| 7.      | Ola Vigen Hattestad | Norwegia      | Półfinał (1) | —      |
| 8.      | Anton Gafarow       | Rosja         | Półfinał (2) | —      |
| 9.      | Maciej Staręga      | Polska        | Półfinał (2) | —      |
| 10.     | Tomas Northug       | Norwegia      | Półfinał (1) | —      |
| 11.     | Josef Wenzl         | Niemcy        | Półfinał (1) | —      |
| 12.     | Teodor Peterson     | Szwecja       | Półfinał (2) | —      |
| ...     |                     |               |              |        |
| 61.     | Konrad Motor        | Polska        | Eliminacje   | —      |
| 63.     | Maciej Kreczmer     | Polska        | Eliminacje   | —      |

### Sprint drużynowy kobiet
| Pozycja | Zawodniczki                                     | Reprezentacja        | Wynik      | Strata |
| ------- | ----------------------------------------------- | -------------------- | ---------- | ------ |
| złoto   | Aino-Kaisa Saarinen Anne Kyllönen               | Finlandia            | 19:15,72   | —      |
| srebro  | Ingvild Flugstad Østberg Maiken Caspersen Falla | Norwegia I           | 19:25,40   | +9,68  |
| brąz    | Katrin Zeller Denise Herrmann                   | Niemcy I             | 19:25,74   | +10,02 |
| 4.      | Kari Vikhagen Gjeitnes Celine Brun-Lie          | Norwegia II          | 19:27,25   | +11,53 |
| 5.      | Sadie Maubet Bjornsen Kikkan Randall            | Stany Zjednoczone I  | 19:34,20   | +18,48 |
| 6.      | Julija Iwanowa Anastasija Docenko               | Rosja II             | 19:34,39   | +18,67 |
| 7.      | Bettina Gruber Laurien van der Graaff           | Szwajcaria I         | 19:34,97   | +19,25 |
| 8.      | Ida Sargent Sophie Caldwell                     | Stany Zjednoczone II | 19:36,28   | +20,56 |
| 9.      | Jewgienija Szapowałowa Natalja Matwiejewa       | Rosja I              | 19:40,74   | +25,02 |
| 10.     | Magdalena Pajala Hanna Falk                     | Szwecja II           | 19:44,33   | +28,61 |
| ...     |                                                 |                      |            |        |
| 18.     | Kornelia Kubińska Paulina Maciuszek             | Polska               | Eliminacje | —      |

### Sprint drużynowy mężczyzn
| Pozycja | Zawodniczki                           | Reprezentacja | Wynik      | Strata |
| ------- | ------------------------------------- | ------------- | ---------- | ------ |
| złoto   | Eldar Rønning Ola Vigen Hattestad     | Norwegia I    | 24:47,40   | —      |
| srebro  | Nikołaj Czebot´ko Aleksiej Połtoranin | Kazachstan I  | 24:47,42   | +0,02  |
| brąz    | Øystein Pettersen Eirik Brandsdal     | Norwegia II   | 24:49,59   | +2,19  |
| 4.      | Aleksandr Panżynski Nikita Kriukow    | Rosja I       | 24:50,03   | +2,63  |
| 5.      | Teodor Peterson Simon Persson         | Szwecja I     | 25:00,33   | +12,93 |
| 6.      | Hiroyuki Miyazawa Yūichi Onda         | Japonia I     | 25:11,15   | +23,75 |
| 7.      | Sebastian Gazurek Maciej Staręga      | Polska I      | 25:18,40   | +31,00 |
| 8.      | Martin Jakš Aleš Razým                | Czechy I      | 25:18,98   | +31,58 |
| 9.      | Martti Jylhä Sami Jauhojärvi          | Finlandia I   | 25:19,48   | +32,08 |
| –       | Dmitrij Japarow Maksim Wylegżanin     | Rosja II      | DSQ        | —      |
| ...     |                                       |               |            |        |
| 22.     | Jan Antolec Konrad Motor              | Polska II     | Eliminacje | —      |